# Wagneriana vermiculata
Wagneriana vermiculata är en spindelart som beskrevs av Mello-Leitao 1949. Wagneriana vermiculata ingår i släktet Wagneriana och familjen hjulspindlar. Inga underarter finns listade i Catalogue of Life.